# Georg Schendel
Georg Wilhelm Gustav Christian Schendel (* 10. August 1885 in Lauenburg in Pommern; † 9. Juni 1911 in Adlershof bei Berlin) war ein deutscher Ingenieur, Flugpionier und Alter Adler.

## Leben
Schendel war Sohn des Kaufmanns, Hoflieferanten und späteren Stadtrats Friedrich Wilhelm Tobias Schendel (1852–1945) und dessen Ehefrau Sophia Margarethe (1859–1941), geborene Bethge.
Er besuchte ab 1892 zunächst die Knabenschule in der Gerberstraße, dann bis Ostern 1901 das Progymnasium zu Lauenburg in Pommern in der Neuendorfer Straße und legte zu Ostern 1904 am Realgymnasium zu Kolberg seine Reifeprüfung ab.
Nach seiner Schulzeit leistete er für ein Jahr seinen Militärdienst bei der Marine.
Danach begann er sein Schiffbau-Studium in Danzig. Später hörte er Vorlesungen an der Universität Göttingen bei Professor Ludwig Prandtl und war Gasthörer an der Technischen Hochschule Aachen, wo er sein Studium als Ingenieur der Luftschiffahrt abschloss.
Anfang 1911 ließ Schendel sich bei der Dorner Flugzeug GmbH auf dem Flugplatz Johannisthal zum Flugzeugführer ausbilden und wurde von Hermann Dorner persönlich in der Steuerung des Eindeckers unterwiesen.
Anfang Februar erfüllte er bereits die Bedingungen für das Flugzeugführerzeugnis, welches am 17. Februar 1911 mit der Nummer 63 vom Deutscher Luftschiffer-Verband ausgestellt wurde. Nach seiner Ausbildung arbeitete Schendel als Fluglehrer bei Dorner.
Schendel nahm an der „Nationalen Flugwoche, 4. bis 11. Juni 1911“ in Johannisthal teil. An dieser Flugwoche durften sich laut Ausschreibung ausschließlich deutsche Piloten beteiligen, die im Besitz eines Flugzeugführerzeugnisses waren und die bisher noch keinen Flugpreis von 5000 Mark und darüber gewonnen hatten. Daher wurde diese Flugwoche auch als „Anfängerflugwoche“ bezeichnet.  Darüber hinaus durften nur in Deutschland gebaute Flugzeuge geflogen werden, ausländische Motoren waren hingegen erlaubt. Schendel war bei dieser Flugwoche mit seinem Dorner Eindecker T-III mit einem 40 PS-Körting-Motor gemeldet.
Während der Flugwoche machte Schendel sich einen Namen als sogenannter „Sturmflieger“, da er trotz teils widriger Witterung und starker böiger Winde an jedem Veranstaltungstag aufstieg und manchmal als Einziger seine Runden drehte.
Am dritten Flugtag (6. Juni) griff Schendel den am Abend zuvor von Vollmoeller aufgestellten neuen deutschen Höhenrekord von 1870 m an. Er kreiste immer höher hinauf, bis ihm der Kraftstoff ausging und er im Gleitflug und mit stehendem Motor landete. Nach der Landung zeigte der mitgeführte Maximal-Barograph eine Höhe von 2010 m an, womit Schendel den Höhenrekord vom Vortag gebrochen hatte. Gegen 20 Uhr am Abend des dritten Flugtags stieg Hirth mit einem Passagier auf und erreichte mit 1580 m einen neuen Höhen-Weltrekord mit Passagier.
An den folgenden beiden Flugtagen war es stürmisch mit starken böigen Winden und außer Schendel, der an beiden Tagen für jeweils zehn Minuten aufstieg, flog nur Oswald Kahnt (1883–1915) am Abend des fünften Flugtages eine halbe Runde.
Gegen Abend des sechsten Flugtages (9. Juni) führte Schendel zunächst zwei Passagierflüge von je fünf Minuten Dauer durch. Als gegen 19:30 der Wind etwas nachließ und Kahnt, König, Grulich (1881–1949) und Jablonsky auf dem Platz erschienen, bereitete sich Schendel zum dritten Aufstieg mit Passagier vor, um diesmal den von Hirth aufgestellten Höhen-Weltrekord anzugreifen. Schendel startete zusammen mit seinem Freund und Schüler, dem Chefmonteur der Dornerwerke August Karl Voß (* 22. November 1883 in Amberg; † 9. Juni 1911 in Adlershof), als Passagier und stieg kreisend immer höher hinauf, bis die Maschine kaum noch zu erkennen war; dann begann ein steiler Gleitflug. In ungefähr 1000–1200 m Höhe schwankte der Eindecker, dann senkte sich das Vorderteil und das Flugzeug ging noch steiler nach unten. Einer der beiden Insassen schien sich nach vorne zu beugen, um etwas in Ordnung zu bringen, dann verschwand das Flugzeug aus dem Sichtfeld der Beobachter und zerschellte in der „Laubenkolonie am Kummersee“ am Glienicker Weg in Adlershof, rund drei Kilometer östlich des Flugplatzes. Man fand die Leichen der beiden Insassen in und unter der Maschine eingeklemmt. Schendel war mit dem Oberkörper herausgefallen, aber seine Beine mussten erst zwischen dem Gestänge herausgezogen werden. Voß konnte nur durch Anheben der ganzen Maschine befreit werden. Der im Wrack gefundene Maximalbarograph zeigte eine Höhe von 1680 m. Damit hatten Schendel und Voß den drei Tage zuvor von Hirth aufgestellten Höhen-Weltrekord mit einem Passagier gebrochen.
Durch die Bergung der Leichen und durch Schaulustige, die sich „Andenken“ von dem Flugzeug abrissen, wurde das verhältnismäßig wenig beschädigte Wrack stark zerstört. In der Nacht wurde das Wrack mit Äxten und Sägen in Stücke zerteilt und abtransportiert. Durch die starke Zerstörung des Flugzeugwracks wurde die Ermittlung der Unfallursache erheblich erschwert und man war vorwiegend auf Zeugenaussagen angewiesen. Am Ende konnte die Ursache nicht zweifelsfrei festgestellt werden. Als wahrscheinlichste Unfallursachen wurden genannt:
- Versagen der Höhensteuerung wegen Drahtbruches oder dergleichen. Diese mögliche Ursache wurde aufgrund des Vorhandenseins von doppelten getrennten Steuerzügen und daher erforderlichen doppelten Drahtbruchs von der Dorner Flugzeug Gesellschaft bestritten.
- körperliches Versagen oder Steuerungsfehler des Flugzeugführers,
- starke „Luftwirbel“ (Turbulenzen) aufgrund des böigen Windes.

Schendel erhielt für die mit 214 Minuten dritthöchste Gesamtflugzeit an allen Flugtagen ein Preisgeld in Höhe von 2378,72 Mark, sowie den Zusatzpreis vom 1000 Mark für die zweitlängste Gesamtflugzeit mit Passagier (146 Minuten) und den Zusatzpreis von 2000 Mark für die größte Höhe (2010 m) posthum zuerkannt. Die Preisgelder wurden an seine Eltern ausgezahlt.
Georg Schendel wurde am 14. Juni 1911 auf dem evangelischen Kirchhof in Lauenburg in Pommern beigesetzt.

## Publikationen
In den Jahren 1910 und 1911 veröffentlichte Schendel Aufsätze in der Zeitschrift für Flugtechnik und Motorluftschiffahrt über Umlaufmotoren und speziell über den Bucherermotor des Ingenieurs Max Bucherer aus Köln-Lindental.
- Umlauf-Motoren. In: Ansbert Vorreiter (Hrsg.): Zeitschrift für Flugtechnik und Motorluftschiffahrt. Hefte Nr. 19, 21, 23. R. Oldenbourg, 1910, ZDB-ID 243597-4, S. 250–252, 273–276, 300–302.
- Umlauf-Motoren. In: Ansbert Vorreiter (Hrsg.): Zeitschrift für Flugtechnik und Motorluftschiffahrt. Hefte Nr. 1, 2. R. Oldenbourg, 1911, ZDB-ID 243597-4, S. 5–9, 23–24.
- Umlauf-Motoren. Der Bucherer Motor. In: Ansbert Vorreiter (Hrsg.): Zeitschrift für Flugtechnik und Motorluftschiffahrt. Hefte Nr. 5, 6, 7. R. Oldenbourg, 1911, ZDB-ID 243597-4, S. 64–66, 76–77, 86–88.

## Würdigung
Nach Georg Schendel ist seit dem 11. September 2002 die Georg-Schendel-Straße in Berlin auf dem Gebiet des ehemaligen Flugplatz Johannisthal (dem ersten deutschen Flugplatz) im Bezirk Treptow-Köpenick benannt.